# Bruce Grocott, Baron Grocott

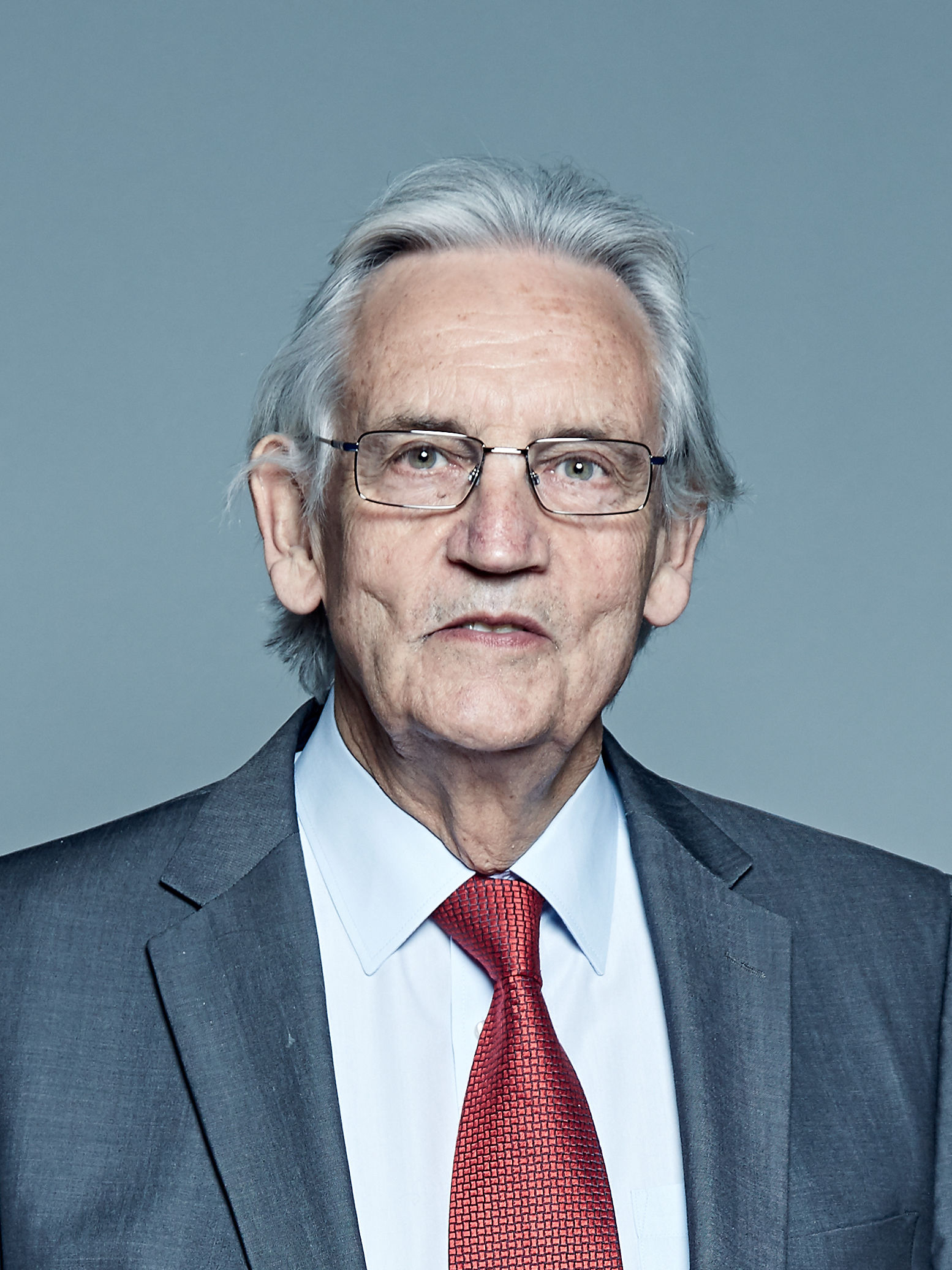
Bruce Grocott, Baron Grocott, 2018

Bruce Grocott, Baron Grocott PC (* 1. November 1940 in Kings Langley, Hertfordshire, England) ist ein britischer Politiker der Labour Party, der unter anderem mehrere Jahre Chief Whip der Labour-Fraktion im House of Lords war.

## Leben

### Unterhausabgeordneter
Nach dem Schulbesuch studierte Grocott an der University of Leicester sowie der University of Manchester und war nach Abschluss des Studiums mit einem Master of Arts (M.A.) als Lecturer und Senior Lecturer am City of Birmingham College of Commerce sowie anschließend zwischen 1972 und 1974 als Principal Lecturer am North Staffordshire Polytechnic tätig.
Grocott, der bei den Unterhauswahlen 1970 erstmals erfolglos als Bewerber der Labour Party im Wahlkreis South West Hertfordshire für ein Mandat im House of Commons kandidierte, war von 1971 bis 1974 als Mitglied des Bezirksrates (Urban District Council) von Bromsgrove in der Kommunalpolitik aktiv.
Nachdem er sich auch bei den Unterhauswahlen vom Februar 1974 ohne Erfolg im Wahlkreis Lichfield and Tamworth beworben hatte, wurde er bei den Unterhauswahlen vom 10. Oktober 1974 in diesem Wahlkreis erstmals als Mitglied in das House of Commons gewählt und gehörte diesem zunächst bis zum 3. Mai 1979 an. Während dieser Zeit war er Parlamentarischer Privatsekretär von John Silkin, der zwischen 1975 und 1976 zunächst Minister für Planung und Kommunalverwaltung und anschließend bis 1978 Landwirtschaftsminister war.
Nachdem er bei den Unterhauswahlen vom 3. Mai 1979 eine Wahlniederlage in seinem Wahlkreis Lichfield and Tamworth gegen seinen konservativen Herausforderer John Heddle erlitten hatte und aus dem Parlament ausschied, bemühte er sich bei den Unterhauswahlen 1983 ebenfalls ohne Erfolg um einen Wiedereinzug in das Unterhaus im Wahlkreis The Wrekin. In der Zeit von 1979 bis 1987 war er als Moderator und Produzent beim Fernsehsender ITV Central tätig.
Bei den Unterhauswahlen vom 11. Juni 1987 gelang ihm in diesem Wahlkreis die Wahl zum Mitglied des House of Commons, dem er bis zum 7. Juni 2001 angehörte und zuletzt seit der Unterhauswahl vom 1. Mai 1997 den Wahlkreis Telford vertrat.
Während seiner Parlamentszugehörigkeit war er zwischen 1987 und 1992 stellvertretender Führer des Unterhauses im Schattenkabinett sowie stellvertretender Wahlkampfkoordinator seiner Partei und danach von 1992 bis 1993 Sprecher der oppositionellen Unterhausfraktion der Labour Party für Auswärtiges und Commonwealth-Angelegenheiten. Danach war er zwischen 1994 und 2001 Parlamentarischer Privatsekretär von Tony Blair, dem Vorsitzenden der Labour Party, dem er zwischen 1997 und 2001 auch als Parlamentarischer Privatsekretär nach dessen Amtsantritt als Premierminister diente.

### Mitglied des Oberhauses
Bei den Unterhauswahlen vom 7. Juni 2001 verzichtete er auf eine erneute Kandidatur und wurde stattdessen nach seinem Ausscheiden aus dem House of Commons am 3. Juli 2001 als Life Peer mit dem Titel eines Baron Grocott, of Telford in the County of Shropshire, in den Adelsstand erhoben und gehört damit seither dem House of Lords an.
In der Folgezeit war er als Lord in Waiting zwischen Juni 2001 und Mai 2002 Whip der Regierungsfraktion im Oberhaus sowie zeitgleich Sprecher der Regierung für Verteidigung, Auswärtiges, Commonwealth-Angelegenheiten, internationale Entwicklung, Arbeit und Pensionen.
Danach wurde er im Mai 2002 Chief Whip der Regierungsfraktion und zugleich bis Januar 2008 stellvertretender Vorsitzender der Ausschüsse, stellvertretender Sprecher des House of Lords und Hauptmann des Honourable Corps of Gentlemen at Arms. Baron Grocott ist außerdem Mitglied des Gouverneursrates der Birmingham City University sowie Präsident der Telford Steam Railway.